# Ascenseur pour la peur
Pour les articles homonymes, voir Ascenseur (homonymie).
Ascenseur pour la peur (The Ersatz Elevator) est le sixième tome de la série Les Désastreuses Aventures des orphelins Baudelaire de Lemony Snicket.

## Résumé
À la suite de leur exclusion du collège où M. Poe les avait « casés », Violette, Klaus et Prunille se retrouvent chez de nouveaux tuteurs : Jérôme d'Eschemizerre, tuteur attentionné, prêt à sacrifier certains plaisirs pour ces enfants, et Esmé Gigi Genivieve d'Eschemizerre, 6e conseillère financière et grande victime de la mode, préoccupée uniquement de ce qui est in et out.
Peu de temps après leur arrivée, les orphelins font la connaissance de Gunther, commissaire-priseur qui ne fait que des enchères sur des articles à la mode, qui débarque chez les d'Eschemizerre. Les jeunes Baudelaire n'ont besoin que d'un léger coup d'œil pour voir que ce commissaire-priseur n'est autre que le comte Olaf sous un nouveau déguisement, une fois de plus. Mais évidemment, leurs tuteurs ne croient pas un mot de leurs dires. 
Le soir même du retour d'Olaf, après un dîner au restaurant avec Jérôme pendant qu'Esmé a une réunion avec Gunther, Violette, Klaus et Prunille observent la présence de deux portes d'ascenseur sur leur palier, alors qu'il n'y en a qu'une sur les autres paliers. De plus, les ascenseurs sont out donc plus à la mode, ce qui fait qu'ils doivent toujours monter à pied les 66 étages pour arriver à l'appartement. Soupçonnant un mystère, les orphelins ouvrent les portes de l'ascenseur supplémentaire et descendent en rappel dans la cage. Tout en bas, ils découvrent leurs amis, les deux triplés Beauxdraps, qui leur révèlent qu'Olaf trame encore un noir plan : il a prévu de les faire sortir de la ville à l'occasion de la vente aux enchères du lendemain. Duncan tente à nouveau de parler aux Baudelaire du mystère lié à V.D.C., sans en avoir le temps. Les Baudelaire remontent à l'appartement pour trouver de quoi déverrouiller la cage dans laquelle les Beauxdraps sont enfermés, mais, le temps de redescendre avec des tisonniers chauffés à blanc, il est trop tard et les Beauxdraps ont à nouveau disparu.
Les Baudelaire décident alors de parler à Esmé, laquelle s'avère être une complice d'Olaf, son ancien professeur de théâtre. Elle les précipite dans la cage d'ascenseur et ils atterrissent dans un grand filet tendu à mi-chemin. Prunille, grâce à sa dentition exceptionnelle, parvient à grimper à nouveau jusqu'à l'appartement et à envoyer une corde à ses aînés. Les trois enfants s'enfuient par un couloir qui relie l'immeuble à leur ancienne maison, un mystère de plus. Épuisés et couverts de suie, ils arrivent à temps à la vente aux enchères, mais tombent dans le piège d'Olaf en achetant le lot n° 50, un gros carton identifié comme V.D.C., dans lequel ils pensent que les Beauxdraps sont cachés. Le carton ne contient hélas que de la Véritable Dentelle de Calais. Olaf, démasqué à la suite d'une chute, prend la fuite avec Esmé et les Beauxdraps, cachés dans le lot précédent, un gros poisson rouge.
Jérôme propose de continuer à être le tuteur des Baudelaire, mais refuse de les aider à poursuivre Olaf, avouant qu'il n'a pas leur courage. Une fois de plus, les orphelins Baudelaire se retrouvent seuls.

## Adaptation
En 2018, la série télévisée Les Désastreuses Aventures des Orphelins Baudelaire adapte le roman dans le troisième et quatrième épisodes de la deuxième saison.